# WDR 4
WDR 4 est une station de radio allemande thématique musicale régionale créée en 1984 diffusant sur l'État de la Rhénanie-du-Nord-Westphalie, appartenant au groupe Westdeutscher Rundfunk (WDR).

## Histoire

### Identité visuelle

Logo de WDR 4 de 1994 à 2012
Logo de WDR 4 depuis 2012